# 紅尾腹囊海龍
紅尾腹囊海龍（学名：Microphis cuncalus），為輻鰭魚綱棘背魚目海龍魚科的其中一種，分布於亞洲印度、孟加拉及斯里蘭卡的淡水或半鹹水水域，體長可達17.5公分，卵胎生。